# Saint-Aubin-Montenoy
 Saint-Aubin-Montenoy  es una comuna y población de Francia, en la región de Picardía, departamento de Somme, en el distrito de Amiens y cantón de Molliens-Dreuil.
Su población en el censo de 1999 era de 209 habitantes.
Está integrada en la Communauté de communes du Sud-Ouest Amiénois .

## Demografía
| 200 | 208 | 214 | 216 | 215 | 209 |
| Para los censos de 1962 a 1999 la población legal corresponde a la población sin duplicidades (Fuente: INSEE [Consultar]) |     |     |     |     |     |

- Datos: Q711791
- Multimedia: Saint-Aubin-Montenoy / Q711791

1. ↑  Worldpostalcodes.org, código postal n.º 80540.
2. ↑  INSEE, Datos de población para el año 2012 de Saint-Aubin-Montenoy (en francés).